# Mura-Braunrückentamarin
Der Mura-Braunrückentamarin (Leontocebus fuscicollis mura) ist eine Unterart des Braunrückentamarins (Leontocebus fuscicollis) aus der Familie der Krallenaffen (Callitrichidae), der im mittleren Amazonasbecken südlich des Amazonas im Gebiet zwischen dem unteren Rio Madeira und dem unteren Rio Purus vorkommt. Die Unterart wurde erst 2009 beschrieben nach dem indigenen Mura-Volk benannt.

## Merkmale
Wie alle Krallenaffen ist der Mura-Braunrückentamarin ein relativ kleiner Primat. Er erreicht eine Kopf-Rumpf-Länge von 22 bis 25 Zentimeter, hat einen 30,5 bis 34 Zentimeter langen Schwanz und erreicht ein Gewicht von 280 bis 335 Gramm. Der Vorderkopf ist dunkelbraun mit wenigen eingestreuten grauen Haaren. Weiße Augenbrauen sind nicht vorhanden. Von den Schultern bis zum Schwanzansatz ist der Rücken ockerfarben/schwärzlich-braun marmoriert. Die Arme sind schwarz, mit einer leicht rötlich-braunen Tönung an den Innenseiten. Einige Individuen zeigen an den Seiten der unteren Kehlregion je eine schmale Linie aus weißen Haaren.
Damit ist der Mura-Braunrückentamarin dem Avila-Pires-Tamarin (Leontocebus fuscicollis avilapiresi), dessen Verbreitungsgebiet westlich des Lebensraums des Mura-Braunrückentamarins liegt, sehr ähnlich. Beim Mura-Braunrückentamarins ist der Unterschied zwischen dem marmorierten Rücken und der bräunlichen Färbung des übrigen Rumpfes jedoch deutlicher ausgeprägt als beim insgesamt recht düster gefärbten Avila-Pires-Tamarin. Außerdem sind die Arme des Mura-Braunrückentamarin schwarz, die des Avila-Pires-Tamarins sind schwarz-braun. Südwestlich des Verbreitungsgebietes des Mura-Braunrückentamarins kommt der Schwarzmanteltamarin (Leontocebus weddelli) vor, der sich durch seine weißen, durchgehenden Augenbrauen und das weißliche Maul gut vom Mura-Braunrückentamarin unterscheiden lässt.

## Lebensraum und Lebensweise

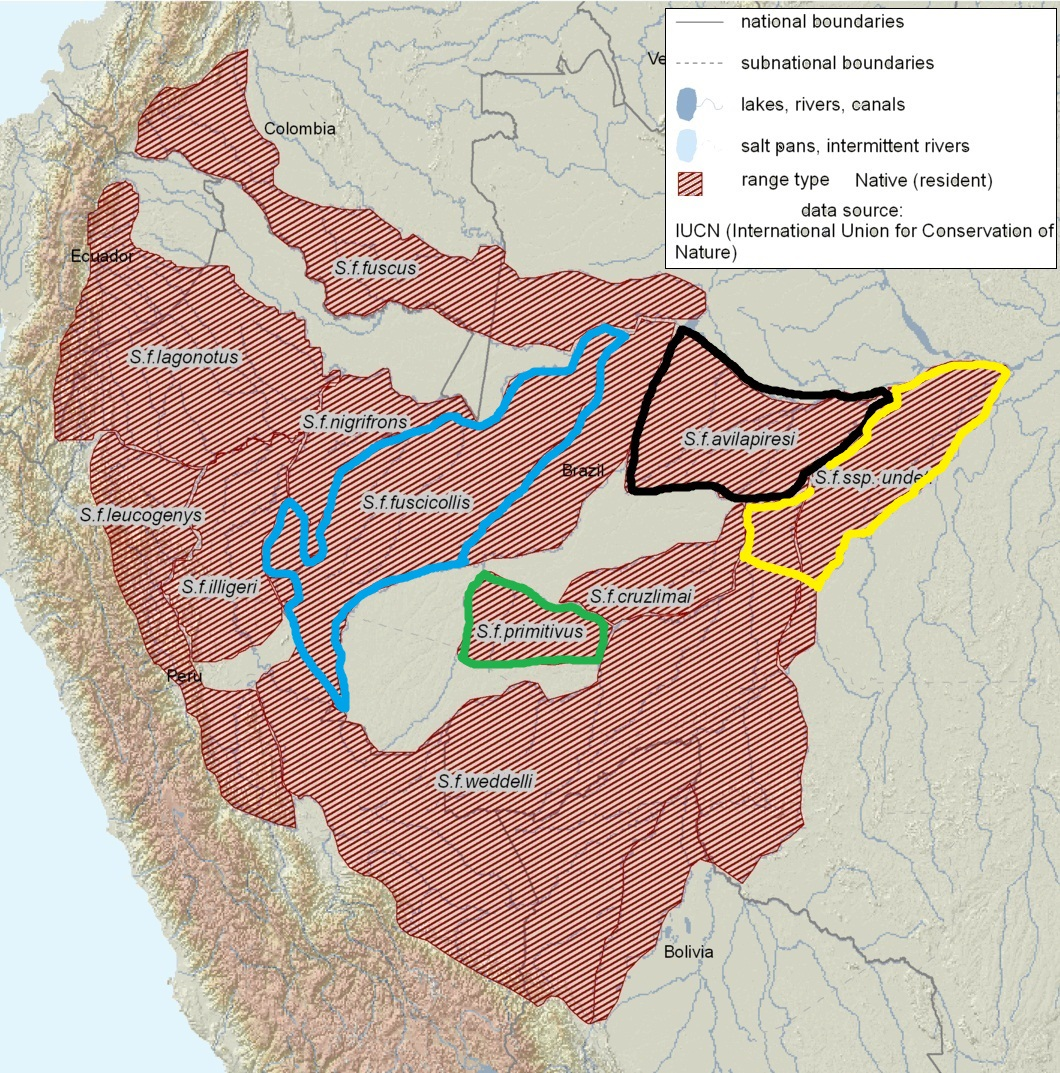
Im gelben Rahmen das Verbreitungsgebiet des Mura-Braunrückentamarins

Der Mura-Braunrückentamarin kommt in Campinarana-Wäldern (Terra-firme-Wälder auf weißem Quarzsand (Regosol)) und in offenen Buschsavannen, die typischerweise mit Bäumen mit kleinen skleromorphen Blättern und alten knorrigen Bäumen bewachsen sind, vor. Die Affen verbringen die meiste Zeit in den unteren Schichten und im Unterholz des Waldes bis zu 10 Meter über dem Boden. Sie leben in Familiengruppen mit zwei bis maximal 15 Individuen, in der Regel sind es vier bis acht. Im Allgemeinen vermehrt sich nur ein Weibchen pro Gruppe.

## Gefährdung
Der IUCN schätzt den Bestand des Mura-Braunrückentamarins gegenwärtig als potenziell gefährdet (Near Threatened) ein. Geht die Entwaldung aber im gegenwärtigen Tempo weiter, wird der Lebensraum der Art selbst bei den optimistischsten Szenarien innerhalb der nächsten 50 Jahre auf wenige kleine Waldinseln beschränkt sein und der Mura-Braunrückentamarin wird vom Aussterben bedroht sein.